# Blanca Llum Vidal i Carrasco
Blanca Llum Vidal i Carrasco   (la Barceloneta, 3 de febrer de 1986) és una poeta, editora i traductora catalana.

## Estil
La seua poesia barreja Mercè Rodoreda amb Marina Tsvietàieva quan afirma que «ho acuso tot de ser massa bonic», que «només jutjo els jutges» però que «som-hi, que n'hi ha/ per tots i en sobrarà».
Els seus textos tenen força i busquen una manera diferent de dir les coses, lluny del cofoisme i de l'endogàmia majoritària: «em deixo anar i en rellegir-me –operació complicada–, intento treure el cap per la finestra i mirar la realitat per explicar-la des del meu punt de vista, sense oblidar el seu vessant abstracte». Si Blanca Llum Vidal sap encomanar és perquè viu en la joia del llenguatge. Vivificar la llengua és una comesa de poeta. Molta paraula clara, molta terra a peu pla, força de Cant, i esbossos de Visió. Tot un fet orgànic que fa que la cosa sigui alimentosa. Empeltada de tradició oral, de lèxic familiar, de llengua de poetes estimats, de les parles dels països del català, tot passat pel sedàs d'una veu amb estre, que pot, amb el temps, arribar a ser veu mestra.

## Obra
Ha publicat La cabra que hi havia (2009), Nosaltres i tu (2011), Homes i ocells (2012) i Visca! (2013). 
Ha participat en uns quants llibres col·lectius, entre els quals, Pedra foguera, antologia de poesia jove dels Països Catalans (Documenta Balear, 2008), Quàntiques —10 poetes joves en diferencial femení—, Allò de dintre —homenatge poètic a Joan Ponç—, Màscares i reclams —vint dones interpreten Montserrat Abelló— i Ningú no ens representa —poetes emprenyats.
Ha editat la poesia d'Àngel Guimerà i les Dues Catalunyes d'Àngel Carmona.
Ha traduït, amb Arnau Pons, un fragment de La Douleur de Marguerite Duras. Els últims textos que ha escrit sobre altres autors s'han ocupat del Tractat sobre l'amor heroic d'Arnau de Vilanova, d'El ansia de la pandorga d'Orlando Guillén i de les Tres sorores de Salvador Espriu.

## Obra publicada

### Poesia
- La cabra que hi havia. Palma: Documenta Balear, 2009
- Nosaltres i tu. Palma: Documenta Balear, 2011
- Homes i ocells. Barcelona: Club Editor, 2012
- Visca! Palma: Documenta Balear, 2013
- Punyetera flor. Barcelona: LaBreu Edicions, 2014
- Aquest amor que no és u. Barcelona: Ultramarinos Editorial, 2018. Text bilingüe amb traducció de Berta García Faet.
- Amor a la brega. Lleida, Pagès Editors, 2018[7]
- Tan bonica i tirana. Barcelona: Proa, 2025.

### Narrativa
- La princesa sou vós. Barcelona, Club Editor, 2022[8]

### Assaig
- Maripasoula: Crònica d'un viatge a francesa: Tushita Edicions, 2015
- No cometràs adulteri, Barcelona: Fragmenta Editorial, 2024. ISBN 978-84-17796-98-3

## Premis i reconeixements
- 2024 - Premi Carles Riba, per Tan bonica i tan tirana[9]